# 珀伊德鄉

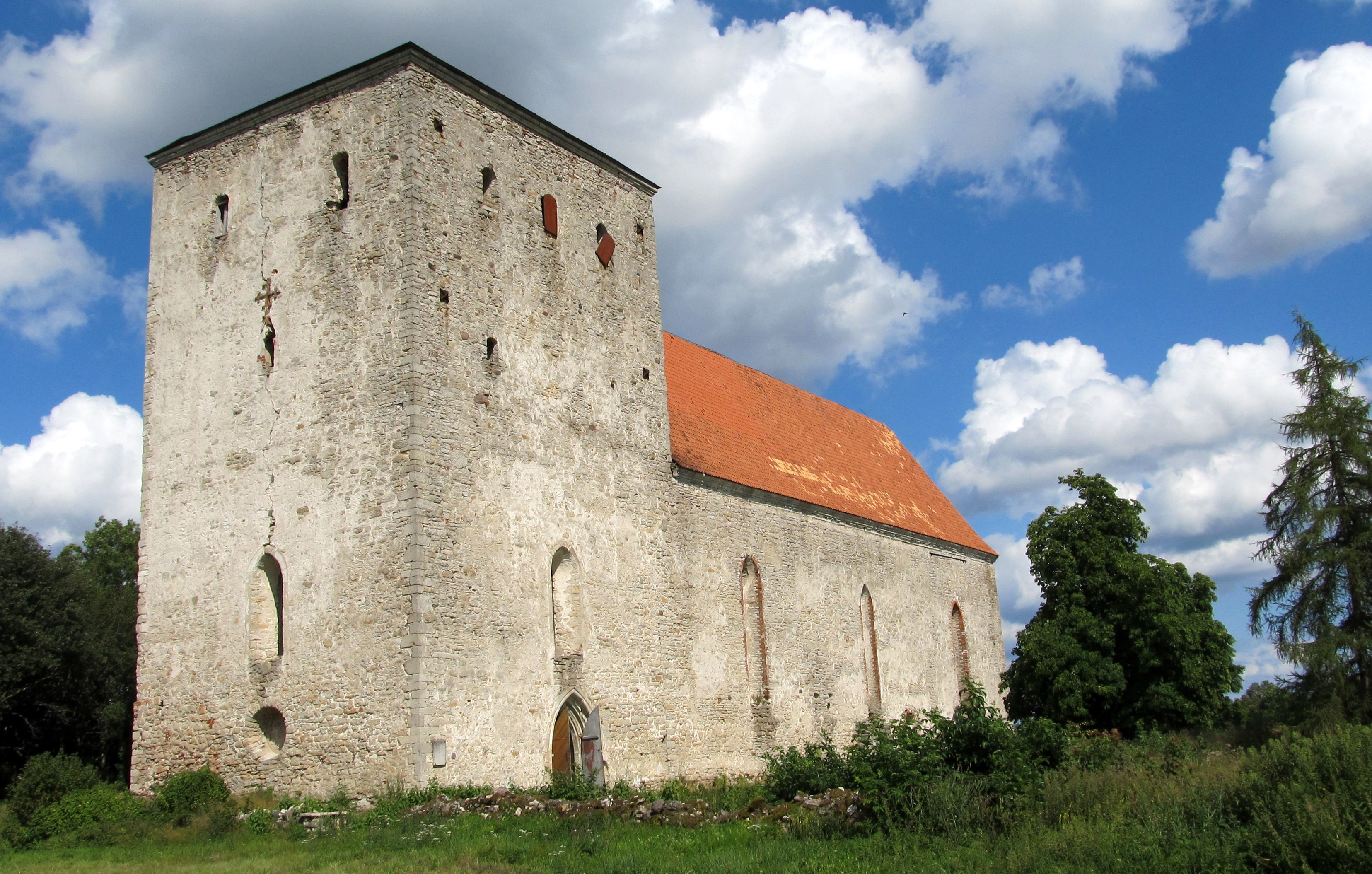
珀伊德教堂

珀伊德鄉，曾是愛沙尼亞薩雷縣的一個鄉村型市镇，位於該國西部，行政中心設於托爾尼梅埃，面積124平方公里，2006年人口953，人口密度每平方公里8人。
2017年爱沙尼亚行政改革后，包括珀伊德市镇在内的萨雷马岛上的所有12个市镇合并成萨雷马市镇。
58°30′44″N 23°03′32″E / 58.51222°N 23.05889°E